# Voce della Turchia
La Voce della Turchia (in turco Türkiye'nin Sesi Radyosu, da cui l'acronimo TSR, con cui è anche conosciuta) è il servizio internazionale della Türkiye Radyo–Televizyon Kurumu (la radiotelevisione di stato turca).

## Storia
La radio turca cominciò le sue trasmissioni internazionali sotto il nome di Radio Ankara l'8 gennaio 1937 con un programma in lingua araba. Tuttavia, queste prime trasmissioni erano motivate esclusivamente dal rafforzare l'impegno turco nella risoluzione della questione di Hatay e infatti, non appena fu risolto il contenzioso, le trasmissioni cessarono.
Il 23 ottobre 1938 fu istituito un servizio di trasmissioni regolari in turco, francese, inglese e tedesco, sfruttando una trasmittente in onde corte da 20 kW di potenza. Durante la Seconda guerra mondiale, Radio Ankara divenne l'unica emittente del bacino del Mediterraneo senza il bisogno di sottostare a necessità di censura e propaganda belliche, giacché la Turchia rimase neutrale per quasi tutta la durata della guerra.
Dopo la seconda guerra mondiale Radio Ankara si dotò di una seconda stazione trasmittente da 100 kW, che prese il nome di Ankara II, mentre la vecchia stazione fu chiamata Ankara I.
Verso la fine degli anni '50 la stazione ha preso il suo nome attuale.

## Situazione presente
Durante la stagione radiofonica internazionale B–2015 la Voce della Turchia aveva redazioni in ventinove lingue e programmi in ventuno lingue erano trasmessi su onda media e corta. Sempre alla stagione B–2015 le lingue di trasmissione erano:
| - Albanese - Arabo - Armeno - Azero - Bosniaco - Bulgaro - Cinese - Curdo - Dari - Ebraico - Francese - Georgiano | - Giapponese - Greco - Hausa - Hindi - Inglese - Italiano - Macedone - Kazako - Kirgiso - Pashto - Persiano - Rumeno | - Russo - Serbo - Spagnolo - Tagico - Tataro - Tedesco - Turco - Turkmeno - Ungherese - Urdu - Uzbeco |

Le trasmissioni in onde medie originano da Mersina, quelle in onde corte da Emirler, nella provincia di Ankara.